# أومون (كيبك)
أومون (بالإنجليزية: Aumond, Quebec)‏ هي مستوطنة و بلدية محلية في كيبيك تقع في كندا في La Vallée-de-la-Gatineau Regional County Municipality. يقدر عدد سكانها بـ 725 نسمة ومساحتها 226.90 كم2 .